# Хорлогийн Чойбалсан
Хорлогийн Чойбалсан (монг. Хорлоогийн Чойбалсан?, ᠬᠣᠷᠯᠤ᠎ᠠ ᠶ᠋ᠢᠨ ᠴᠣᠢᠢᠪᠠᠯᠰᠠᠩ?; 8 февраля 1895 — 26 января 1952, Москва) — монгольский революционер, государственный и политический деятель, лидер Монголии с 1930-х годов до своей смерти. Маршал МНР (1936).

## Биография

### Ранние годы и образование
Чойбалсан родился в хошуне Ачиту-вана Сэцэн-ханского аймака во Внешней Монголии у аратки Хорло третьим из сыновей. Отец доподлинно неизвестен, однако считается, что им был некий даур Жамц. Как незаконнорождённый, Чойбалсан вместо отчества стал известен по матрониму Хорлогийн. Его имя при рождении — Дугар. С 7 лет стал изучать тибетский язык; в 13 лет был отдан родственниками матери в буддийский монастырь хошуна Сан-бэйсэ, где и получил религиозное имя «Чойбалсан» («чой» — дхарма, «балсан» — величие). Отчасти в качестве сокращения от этого имени, отчасти из-за характера получил прозвище Чоно (волк). По монгольским представлениям волк — олицетворение ловкости, выносливости, энергии и ума. Он бросил монастырь и, приехав домой на лето 1910 года, вместе со своим товарищем Гэндэн-Яринпилом бежал в Ургу, где устроился чернорабочим. С 17 лет поступил в школу русской и монгольской письменности, основанную после национальной революции новообразованным МИДом Монголии. Затем, в период 1914—1917 годов, вместе с ещё 8 юношами-монголами, обучался в Иркутском учительском институте, где выучил и немецкий язык.

### Революционная деятельность
В 1919 году вступил в революционный кружок Бодо, объединение которого в 1920 году с аналогичным кружком Сухэ-Батора положило начало Монгольской народно-революционной партии (МНРП).
С 1920-х годов занимал руководящие должности в революционном движении.

### Государственная карьера
После победы Монгольской народной революции 1921 года — в военных и политических структурах Монголии занимал важнейшие посты.
В 1924—1929 главнокомандующий Монгольской народно-революционной армии.
В 1929—1930 Председатель Президиума Государственного Малого Хурала.
В 1930 министр иностранных дел.
В 1931—1935 министр животноводства и земледелия.
В 1935—1939 первый заместитель премьер-министра, одновременно в 1936—1939 министр внутренних дел и в 1937—1952 снова главнокомандующий Монгольской народно-революционной армии. с 1939 по 1952 глава правительства (Председатель Народного Совета министров и Председатель Совета министров).
Чойбалсан был последовательным сторонником И. В. Сталина и членом ВКП(б). Воспользовавшись тем, что глава Монголии Пэлжидийн Гэндэн утратил доверие Сталина (в частности, из-за того, что отказался провести массовые репрессии против буддийских монахов и форсировать введение централизованной экономики), в 1936 году Чойбалсан содействовал его отстранению от власти, вскоре после этого Гэндэн был арестован и отправлен в СССР, где в 1937 году был расстрелян.
Чойбалсан, бывший в 1935—1939 годах первым заместителем премьер-министра, до 1939 года формально не занимал высшей должности в правительстве, однако фактически уже в 1936 году стал диктатором и провёл массовые репрессии, уничтожив не только своих противников в партии, но также большое число бывших аристократов, монахов, бурят и прочих. В результате репрессий в 1937 году погибло 35—40 тысяч человек, то есть несколько процентов населения страны.

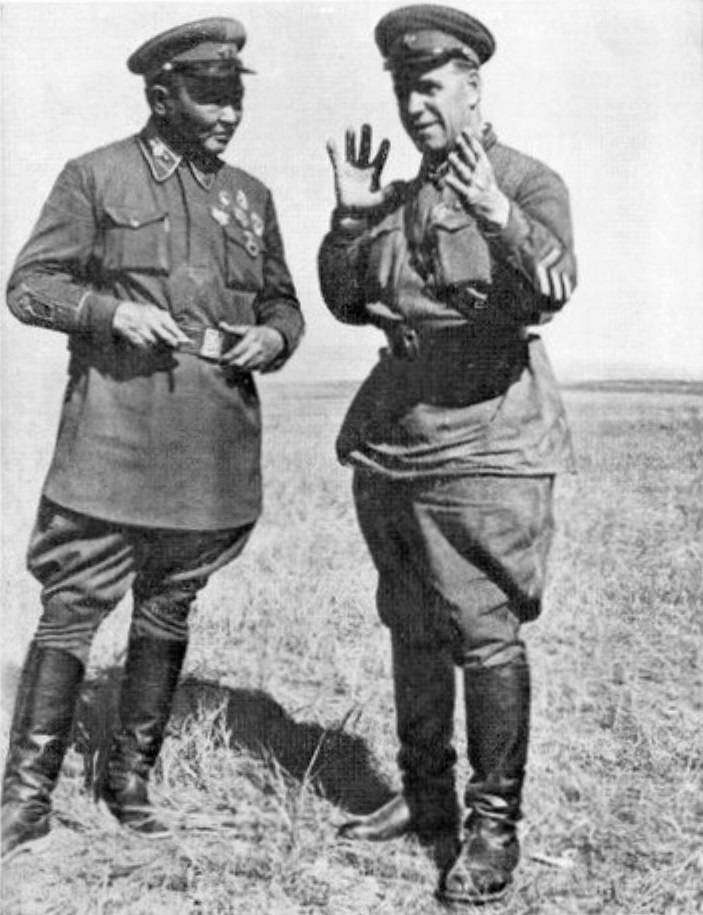
Комкор Жуков и маршал Чойбалсан

 Чойбалсан возглавлял монгольскую армию в 1939 и 1945 годах в совместных с РККА операциях на Халхин-Голе и в советско-японской войне. Оказывал поддержку мусульманскому сепаратистскому движению в Синьцзяне.
Умер от рака почки 26 января 1952 года в возрасте 56 лет в Москве.

## Память
Смерть Чойбалсана в 1952 году сопровождалась очередным витком культа его личности — его тело было помещено в мавзолей, его имя было увековечено, в частности, переименованием крупнейшей горы в столице Монголии.
В 1956 году под влиянием политических процессов в СССР политическая деятельность и культ личности Чойбалсана были подвергнуты критике в докладе Ю. Цеденбала на съезде Монгольской народно-революционной партии. Однако его памятники не были снесены.
Тело Чойбалсана, с 1952 года находившееся в Мавзолее Сухэ-Батора и Чойбалсана, в 2005 году вместе с телом Сухэ-Батора были эксгумированы и подвергнуты ритуальной кремации при участии буддийского духовенства. Прах обоих перезахоронен в Алтан-Улгий. Мавзолей был снесен.
Административный центр аймака Дорнод до настоящего времени носит его имя. Имя Чойбалсана также носят улицы в городах Волгоград и Алма-Ата (в последнем городе в орфографической форме «Чойболсан»). В горах Заилийского Алатау над Алма-Атой есть вершина, названная его именем. Какое-то время его именем была названа Государственная премия МНР.

## Награды и звания
Награды МНР
- Герой Монгольской Народной Республики (1941, 1945)
- 4 ордена Сухэ-Батора
- 5 орденов Боевого Красного Знамени
- Орден Трудового Красного Знамени (Монголия)
- Орден Полярной Звезды (Монголия)
- Медаль «25 лет Народной революции»
- Медаль «За Победу над Японией» (МНР) (Бид Ялав)
- Знак «Участнику боёв у Халхин-Гола»

Награды и звания СССР
- 2 Ордена Ленина
- Орден Суворова I степени[1]
- 2 Ордена Красного Знамени
- Медаль «XX лет Рабоче-Крестьянской Красной Армии»
- Медаль «За победу над Германией в Великой Отечественной войне 1941—1945 гг.»
- Медаль «За победу над Японией»
- Юбилейная медаль «30 лет Советской Армии и Флота»
- Почётное оружие
- звание «Заслуженный работник НКВД СССР»

## Киновоплощения
- Его зовут Сухэ-Батор (1942). В роли Гелик-Дорджи.
- Слушайте на той стороне (1971). (СССР - Монголия). В роли маршала Чойбалсана Ч. Нергуй.
- Через Гоби и Хинган (1981). В роли Чойбалсангийн Нэргуй (приёмный сын Чойбалсана).
- «Долоон бурхан харвадаггүй» (Монголия, 2012).